# Buchberge bei Laußnitz
Buchberge bei Laußnitz este o arie protejată (arie specială de conservare — SAC, sit de importanță comunitară — SCI) din Germania întinsă pe o suprafață de 200 ha, integral pe uscat.

## Localizare
Centrul sitului Buchberge bei Laußnitz este situat la coordonatele 51°13′27″N 13°50′08″E / 51.2242°N 13.8356°E.

## Înființare
Situl Buchberge bei Laußnitz a fost declarat sit de importanță comunitară în iunie 2002 pentru a proteja 2 specii de animale. Situl a fost protejat și ca arie specială de conservare în aprilie 2011.

## Biodiversitate
Situată în ecoregiunea continentală, aria protejată conține 2 habitate naturale: Fânețe de joasă altitudine (Alopecurus pratensis, Sanguisorba officinalis), Păduri de fag Luzulo-Fagetum.
La baza desemnării sitului se află mai multe specii protejate de  mamifere (2): liliac cârn (Barbastella barbastellus), liliac comun (Myotis myotis)